# 松田典子
松田 典子（まつだ のりこ、1986年11月19日 - ）は、東京都出身の女子サッカー選手。ポジションはフォワード。
桐蔭学園高等学校、早稲田大学スポーツ科学部卒業。

## 来歴
小学3年からサッカーを始め、小学5年からU-12東京都選抜に飛び級招集される。6年次に全国大会で3位の経験を持つ。中学では女子サッカーの環境が無かったためにテニス部に入部し、サッカーから一時離れる。約4年のブランクののち、高校2年の時に東京都女子サッカーリーグに参加していたクラブチーム・スフィーダ世田谷FCに参加し、サッカーを再開。U-18東京都選抜に選ばれ、全国大会に出場するなどの能力を発揮し、東京都国体選抜にも選ばれた。2004年にU-18全日本女子ユース選手権に出場し、U-19日本女子代表候補合宿にも招集されて参加。2005年から浦和レッズ・レディースに入団。mocなでしこリーグ2006では新人賞を受賞。
2009年7月にセルビアの首都ベオグラードで行なわれた第25回ユニバーシアード競技大会では、ユニバーシアード日本女子代表の中心選手として準々決勝の中国戦では決勝ゴールを奪うなど、日本の銀メダル獲得に貢献した。
2011年2月、2010シーズンをもって引退することが発表されたが、2014年シーズンから東京都リーグ5部に新規参入の南葛SCの女子部である南葛SC WINGSで現役復帰。
2014年シーズンの東京都女子リーグ5部で得点王を獲得している

## 所属チーム
- 1995年4月 - 1998年：FCアマゾネス明正
- 2003年6月 - 2005年3月：スフィーダ世田谷FC
- 2005年4月 - 2011年1月：浦和レッドダイヤモンズ・レディース
- 2014年 - 2017年：南葛SC WINGS
- 2018年 - ：SOCIOS.FC

## 個人成績
| 国内大会個人成績 | 国内大会個人成績                   | 国内大会個人成績 | 国内大会個人成績  | 国内大会個人成績 | 国内大会個人成績 | 国内大会個人成績 | 国内大会個人成績 | 国内大会個人成績 | 国内大会個人成績 | 国内大会個人成績 | 国内大会個人成績 |
| 年度             | クラブ                             | 背番号           | リーグ            | リーグ戦         | リーグ戦         | リーグ杯         | リーグ杯         | オープン杯       | オープン杯       | 期間通算         | 期間通算         |
| 年度             | クラブ                             | 背番号           | リーグ            | 出場             | 得点             | 出場             | 得点             | 出場             | 得点             | 出場             | 得点             |
| 日本             | 日本                               | 日本             | 日本              | リーグ戦         | リーグ戦         | リーグ杯         | リーグ杯         | 皇后杯           | 皇后杯           | 期間通算         | 期間通算         |
| ---------------- | ---------------------------------- | ---------------- | ----------------- | ---------------- | ---------------- | ---------------- | ---------------- | ---------------- | ---------------- | ---------------- | ---------------- |
| 2005             | 浦和レッドダイヤモンズ・レディース | 23               | L・リーグ1部 (L1) | 4                | 0                | -                | -                | 2                | 2                | 6                | 2                |
| 2006             | 浦和レッドダイヤモンズ・レディース | 21               | なでしこ Div.1    | 14               | 2                | -                | -                | 0                | 0                | 14               | 2                |
| 2007             | 浦和レッドダイヤモンズ・レディース | 21               | なでしこ Div.1    | 11               | 1                | 4                | 4                | 2                | 1                | 17               | 6                |
| 2008             | 浦和レッドダイヤモンズ・レディース | 21               | なでしこ Div.1    | 11               | 4                | -                | -                | 2                | 0                | 13               | 4                |
| 2009             | 浦和レッドダイヤモンズ・レディース | 21               | なでしこ Div.1    | 1                | 2                | -                | -                | 4                | 1                | 5                | 3                |
| 2010             | 浦和レッドダイヤモンズ・レディース | 21               | なでしこ          | 13               | 3                | 2                | 0                | 2                | 0                | 17               | 3                |
| 通算             | 日本                               | 日本             | 1部               | 54               | 12               | 6                | 4                | 12               | 4                | 72               | 20               |
| 総通算           | 総通算                             | 総通算           | 総通算            | 54               | 12               | 6                | 4                | 12               | 4                | 72               | 20               |